# Schuurkouterkapel

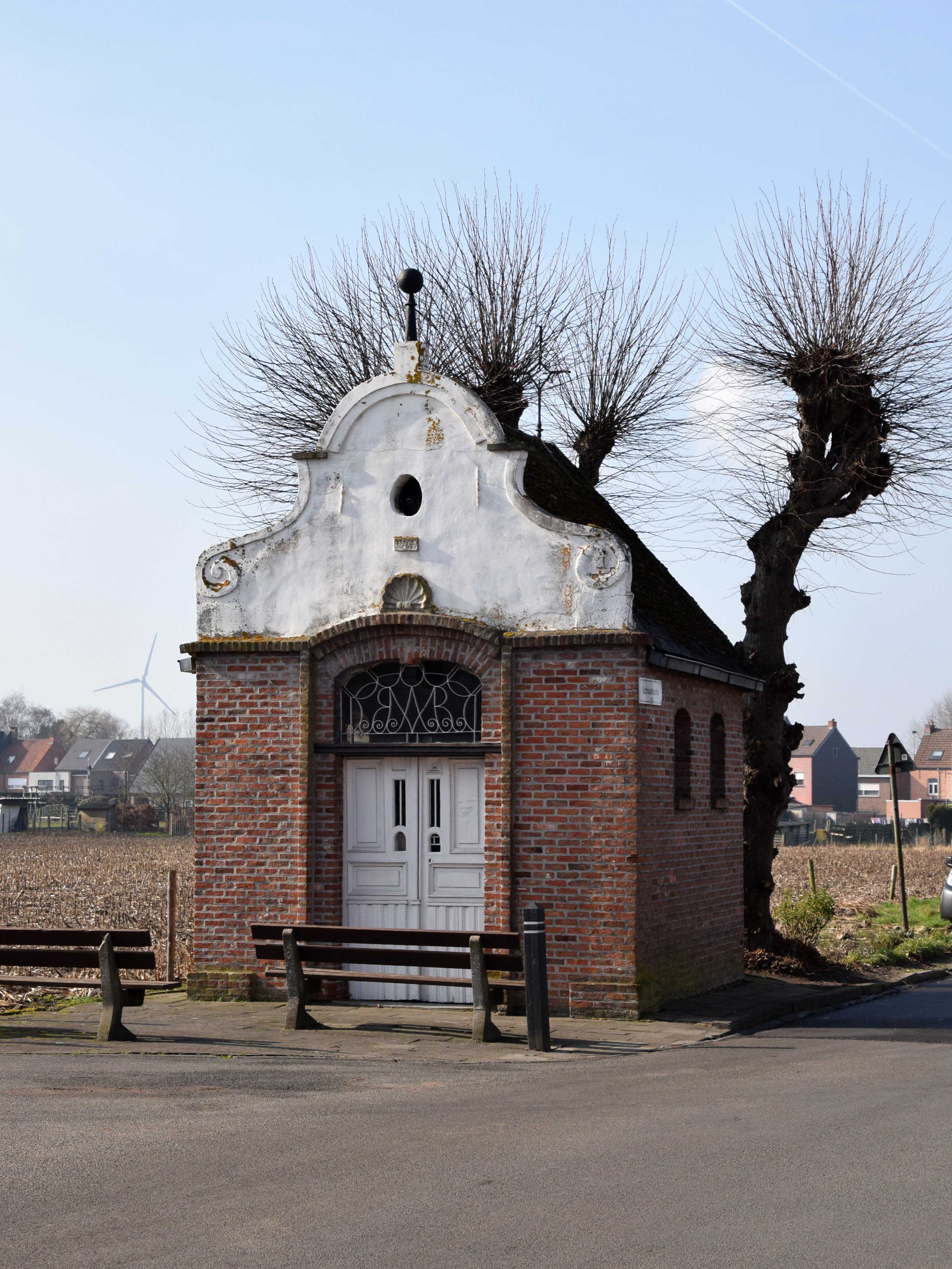
Schuurkouerkapel

De Schuurkouterkapel is een kapel in de tot de Oost-Vlaamse gemeente Dendermonde behorende plaats Baasrode, gelegen aan de Schuurkouter.

## Geschiedenis
In de 16e eeuw zou op deze plaats al een aan Onze-Lieve-Vrouw gewijde kapel hebben gestaan. De huidige kapel zou in 1759 zijn gebouwd, getuige een gevelsteen met jaartal. Omstreeks 1845 werd de kapel aangeduid met Notre Dame de Bon-Secour. In 1987 werd de kapel gerestaureerd.

## Gebouw
Het betreft een met vier linden omzoomde bakstenen wegkapel op rechthoekige plattegrond met driezijdige koorsluiting. De voorgevel heeft een klokvormige geveltop.
In de kapel bevindt zich een 18e eeuws altaar in classicistische stijl. De lambrisering van het koor bedekt de hele hoogte.